# Ciałka Negriego

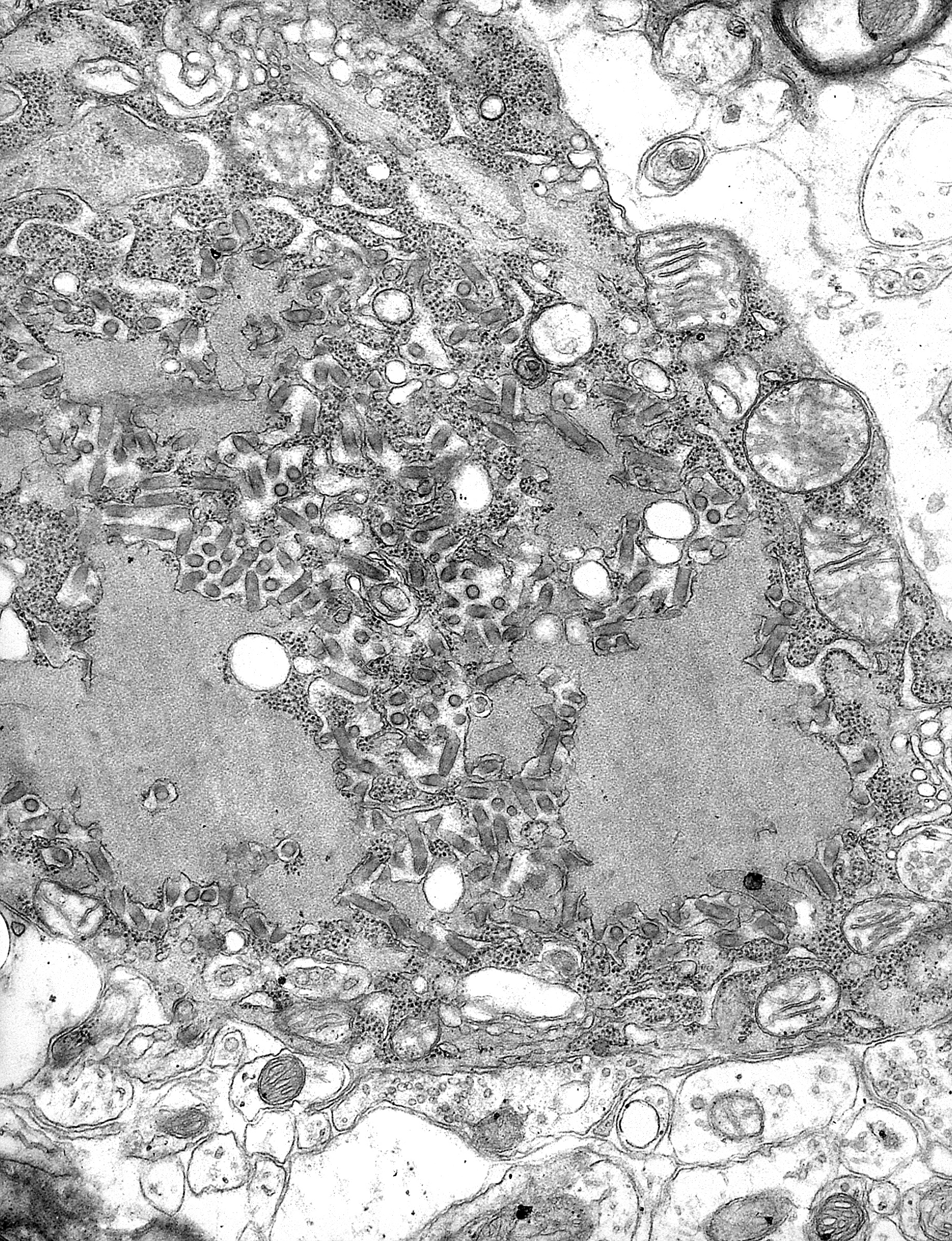
Zdjęcie z mikroskopu elektronowego komórki zarażonej wirusem wścieklizny: widać liczne wiriony wirusa (szare, pałeczkowate struktury) i większe, ciemniejsze ciałka wtrętowe Negriego

Ciałka Negriego (ang. Negri bodies) – okrągławe, podobne do erytrocytów ciałka wtrętowe spotykane w cytoplazmie neuronów okolicy hipokampa i komórek Purkiniego móżdżku, patognomoniczne dla wścieklizny. Immunohistochemicznie i ultrastrukturalnie można w nich wykazać obecność wirusa wścieklizny. Nazwa ciałek pochodzi od ich odkrywcy, włoskiego lekarza, patologa i mikrobiologa Adelchi Negriego.